# Munke Bjergby Station
Munke Bjergby Station er en nedlagt dansk jernbanestation på Sorø-Vedde-banen (1903-50), beliggende i Munke Bjergby. Stationsbygningen er bevaret på Kirkebakkevej 8A.
55°30′20″N 11°31′37″Ø / 55.50556°N 11.52694°Ø